# Thomas Cushing

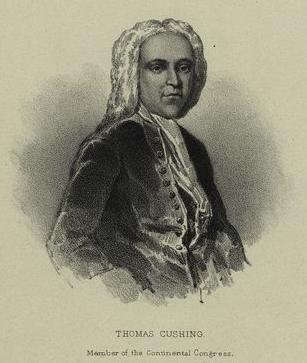
Thomas Cushing

Thomas Cushing III (* 24. März 1725 in Quincy, Province of Massachusetts Bay; † 28. Februar 1788 in Boston, Massachusetts) war ein US-amerikanischer Politiker und im Jahr 1785 Gouverneur des Bundesstaates Massachusetts. Zwischen 1774 und 1776 war er Mitglied des Kontinentalkongresses.

## Frühe Jahre
Thomas Cushing besuchte die Boston Latin School und dann bis 1744 die Yale University. Nach einem anschließenden Jurastudium begann er in Boston als Rechtsanwalt zu arbeiten. Zwischen 1761 und 1774 war er Mitglied des kolonialen Parlaments von Massachusetts, dessen Vorsitzender er wurde.

## Politische Laufbahn in Massachusetts
Zu Beginn der Amerikanischen Unabhängigkeitsbewegung stand Cushing dieser eher reserviert bis ablehnend gegenüber. Trotzdem wurde er von den Amerikanern in den ersten Kontinentalkongress gewählt und daraufhin von den Briten als Verräter gesucht. Zwischen 1774 und 1776 verblieb er im Kongress. Im Jahr 1776 wurde er wegen seiner immer noch zögerlichen Haltung gegenüber der Unabhängigkeitserklärung nicht wieder gewählt. Dafür war er seit 1775 Generalbevollmächtigter der Kontinentalarmee für Massachusetts. Damit hatte er sich endgültig der amerikanischen Revolution angeschlossen. Im Jahr 1779 lehnte er eine erneute Kandidatur für den Kongress ab. Stattdessen wurde er im Jahr 1780 zum ersten Vizegouverneur von Massachusetts gewählt, ein Amt, das er bis zu seinem Tod im Jahr 1788 ausübte.
Im Jahr 1785 musste er in dieser Eigenschaft die fünf Monate zwischen dem Rücktritt von John Hancock und der Amtseinführung von James Bowdoin als Gouverneur überbrücken. Cushing hatte sich damals selbst als Gouverneur beworben, war aber gegen Bowdoin unterlegen. Er war später Delegierter auf der Versammlung, die für Massachusetts die Verfassung der Vereinigten Staaten ratifizierte, und gehörte 1780 zu den Gründern der American Academy of Arts and Sciences.
Thomas Cushing war mit Deborah Fletcher (1727–1790) verheiratet.